# Temista di Lampsaco
Temista di Lampsaco (in greco antico: Θεμίστη?, Themístē; ... – III secolo a.C.) è stata una filosofa greca antica, allieva di Epicuro.

## Biografia
Moglie di Leonteo di Lampsaco, frequentò il Giardino, la scuola filosofica di Epicuro che consentiva l'accesso, diversamente dalle altre, anche a schiavi e donne. Sappiamo che anche Leonzia frequentò tale scuola nello stesso periodo. Il rapporto con Epicuro, da parte sua e del marito, fu così stretto che il figlio della coppia fu chiamato come il maestro, che a Temista scrisse numerose epistole.
Cicerone ridicolizzò Epicuro accusandolo di aver scritto «innumerevoli volumi in lode di Temista» e da altre fonti sappiamo che tali opere erano anche voluminose, comprendendo anche un Elogio di Neocle a lei dedicato.
Sappiamo che Temista e Leonteo chiamarono il loro figlio Epicuro.